# Kazimierz Petrusewicz

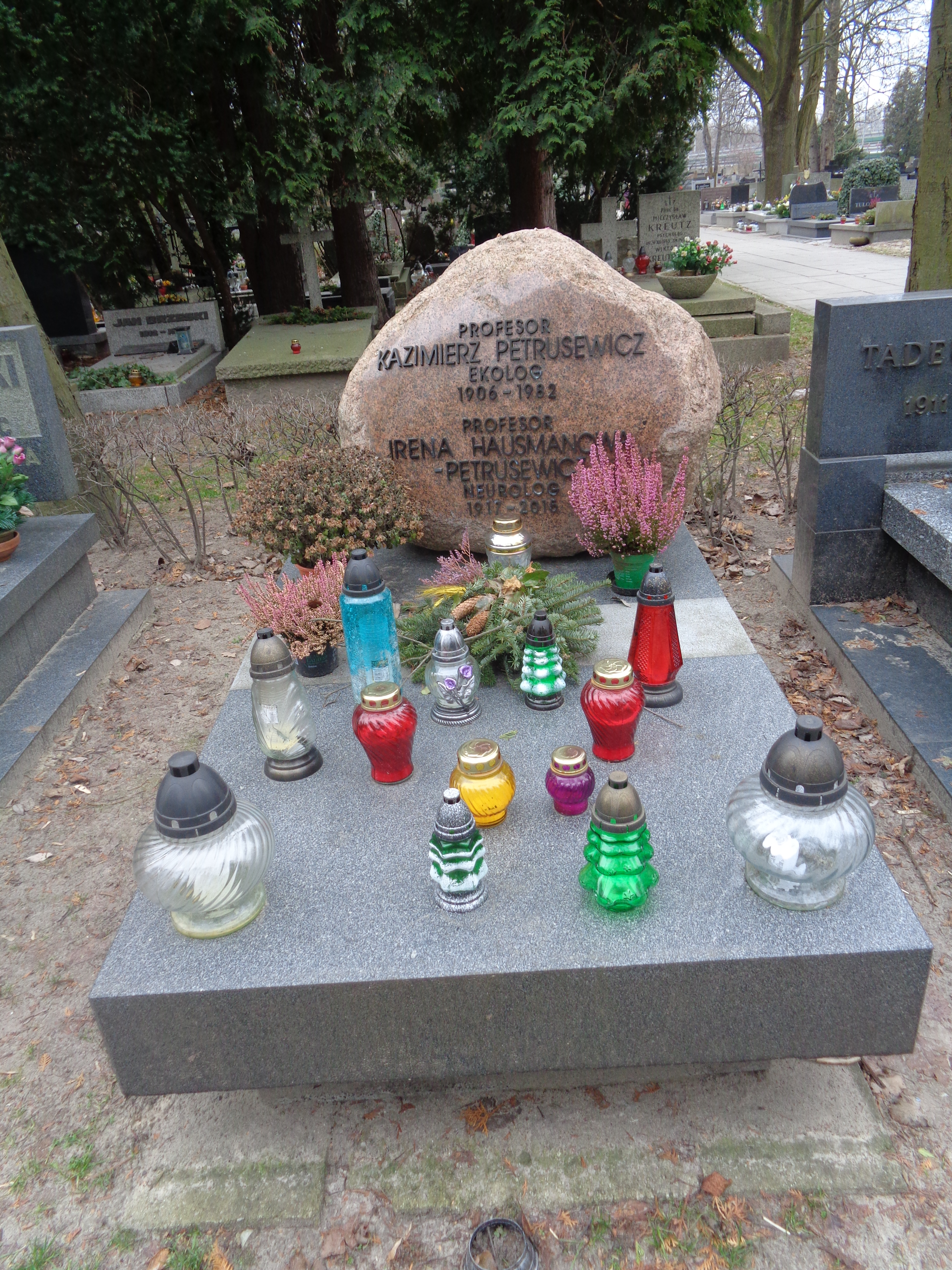
Grób Kazimierza Petrusewicza i Ireny Hausmanowej-Petrusewicz na cmentarzu Wojskowym na Powązkach

Kazimierz Petrusewicz (ur. 23 marca 1906 w Mińsku, zm. 26 marca 1982 w Warszawie) – polski działacz komunistyczny, członek rządów PRL, biolog, członek rzeczywisty Polskiej Akademii Nauk, profesor Uniwersytetu Warszawskiego, członek PPR/PZPR w latach 1944–1982.

## Życiorys
Syn Kazimierza starszego (1872–1949) i Janiny Petrusewiczów. Absolwent Szkoły Morskiej, a następnie Uniwersytetu im. Stefana Batorego w Wilnie. W latach 1931–1939 pracował jako asystent na Uniwersytecie Wileńskim. Od 1931 członek Komunistycznego Związku Młodzieży Polskiej, od 1935 członek Komunistycznej Partii Polski. Członek wileńskiej grupy „Po prostu”. Tam poznał m.in. Jerzego Putramenta i Stefana Jędrychowskiego. W Wilnie uzyskał doktorat nauk biologicznych za pracę z ekologii pająków.
W okresie wojny, w latach 1939–1941 pracował w szkolnictwie sowieckim na Białorusi, od 1943 w partyzantce radzieckiej.
W 1944 z-ca Szefa Biura Ekonomicznego PKWN. Od 1944 do 1948 w PPR, następnie w PZPR. Od stycznia do października 1945 podsekretarz stanu w Ministerstwie Aprowizacji i Hanldu, od października 1945 do kwietnia 1947 podsekretarz stanu w Ministerstwie Żeglugi i Handlu Zagranicznego, od marca 1947 do czerwca 1949 podsekretarz stanu w Ministerstwie Żeglugi. Od 1950 profesor Uniwersytetu Warszawskiego. W latach 1949–1952 kierownik Wydziału Nauki i Szkolnictwa Wyższego KC PZPR. od 1952 do 1957 sekretarz Wydziału Nauk Biologicznych PAN, od 1957 kierownik Zakładu, później Instytutu Ekologii PAN, od 1952 członek PAN.
Od 1952 członek korespondent, od 1966 członek rzeczywisty Polskiej Akademii Nauk. Organizator i kierownik Instytutu Ekologii PAN w Dziekanowie Leśnym. Był aktywnym propagatorem teorii Trofima Łysenki, dopiero po 1960 zaprzestał jej głoszenia. W latach 1952–1959 prezes Polskiego Towarzystwa Przyrodników im. Kopernika.
Jego żoną była Irena Hausmanowa-Petrusewicz, lekarz neurolog.
Pochowany na cmentarzu Wojskowym na Powązkach (kwatera A 32-TUJE-21).

## Ordery i odznaczenia
- Krzyż Komandorski Orderu Odrodzenia Polski (2 maja 1947)[5]